# Mungo
Mungo è un municipio dell'Angola appartenente alla provincia di Huambo. Ha 30 489 abitanti (stima del 2006) ed una superficie di 5 400 km².